# 凱文·斯翠爾曼
凱文·斯翠爾曼（英語：Kevin Streelman；1978年11月4日—）是一位美國高爾夫球運動員，參加PGA巡迴賽的賽事。他已經獲得過兩項PGA巡迴賽賽事的冠軍。分別在2013年和2014年獲得